# プリンセス
プリンセス（princess）は、英語で王族、皇族などの貴人の女性に用いられる称号。男性の称号であるプリンス（prince）に相当する。ラテン語の主要な市民を意味する princepsに由来する。
フランス語のプランセス (princesse)、ドイツ語のプリンツェッシン (Prinzessin)、イタリア語のプリンチペッサ (principessa)、スペイン語のプリンセサ (princesa) などは、いずれもプリンセスとほぼ同じ意味を持つ称号である。

## 意味
大きく分けて2つの意味がある。
1. 男性のプリンス (prince) に相当する女性の称号。王女、皇女、公女、女公、内親王、姫などと訳される。また逆に、内親王や（皇族の）女王、公主などの英訳として princess が用いられる。
2. プリンスの配偶者の称号。妃などと訳される。また、逆に皇太子妃（王太子妃）、親王妃、（皇族の）王妃などの訳語としてプリンセスが用いられる。

プリンスと同様に比喩的な意味でも用いられる。

## プリンセスと名付けられた事物
- BL・プリンセス - イギリスのブリティッシュ・レイランド社が生産していた中型乗用車。
- サンダース・ロー プリンセス - イギリスのサンダース・ロー社が3機試作した長距離旅客飛行艇。
- プリンセス (ミスコンテスト) - プリンセス○○（○○は地名）の名称で日本各地において行われているミスコンテスト。
- 月刊プリンセス、別冊ビバプリンセス、プチプリンセス、プリンセスGOLD - 秋田書店が発行している日本の少女漫画雑誌。
- 美少女創世伝説 PRINCESS - 日本の漫画家克・亜樹の漫画。角川書店から単行本が再刊された際に『Princess』と改題されている。
- princess (榊原ゆいのアルバム) - 日本の女性声優・シンガーソングライター榊原ゆいのアルバム。
- Princess - 日本のヴィジュアル系バンドVersaillesの楽曲。シングル「Prince & Princess」に収録されている。
- Princess - 日本の女性シンガーソングライターmiwaの楽曲。シングル「Princess/シャンランラン」に収録されている。
- PRINCESS (久松史奈のアルバム) - 日本の女性歌手久松史奈のアルバム。
- ディズニープリンセス - ディズニー作品の女性主人公で、王女や皇太子妃に属するキャラクター全般。
- キュアプリンセス - アニメ『ハピネスチャージプリキュア!』の登場人物。
- Go!プリンセスプリキュア - アニメ『プリキュアシリーズ』の一作。
- プリンセス - アニメ『けものフレンズ』に登場する、ロイヤルペンギンの愛称。
- Princess - SAWプロデュースによりディスコで人気を博した英国のR&B歌手。